# Calanthemis meruensis
Calanthemis meruensis es una especie de escarabajo longicornio del género Calanthemis, tribu Clytini, subfamilia Cerambycinae. Fue descrita científicamente por Adlbauer en 2021.

## Descripción
Mide 8 milímetros de longitud.

## Distribución
Se distribuye por Kenia.